# Nueve Dignidades
Las Nueve Dignidades (en chino tradicional, 九錫; en chino simplificado, 九锡; pinyin, jiǔ xí) de la antigua China fueron condecoraciones otorgadas por el emperador para recompensar a algunos oficiales por sus hazañas. Eran:
- Carros dorados tirados por ocho caballos.
- Vestidos cortesanos (togas bordadas con dragones, tocados para la cabeza y zapatos).
- Música en los banquetes, tocada por bandas reales.
- Puertas rojas, símbolo de riqueza.
- Escalera interior (protección).
- Guardias imperiales, en número de 300.
- Hachas imperiales, símbolos ceremoniales de dominio.
- Arco lacado en rojo y un centenar de flechas.
- Vasijas para libaciones y placas de jade.